# Клижська Нема
Клижська Нема (словац. Klížska Nemá) — село в окрузі Комарно Нітранського краю Словаччини. Площа села 11,95 км². Станом на 31 грудня 2015 року в селі проживало 503 жителі.

## Історія
Перші згадки про село датуються 1268 роком.

## Географія
Протікають канали Голяре-Косіги і Чичов-Голяре.

## Населення
| Рік:            | 1994. | 2004.   | 2014.   | 2024.    |
| --------------- | ----- | ------- | ------- | -------- |
| Кількість осіб: | 591   | 546     | 496     | 426      |
| Різниця:        |       | -7,61 % | -9,15 % | -14,11 % |

| Рік:            | 2023. | 2024.   |
| --------------- | ----- | ------- |
| Кількість осіб: | 429   | 426     |
| Різниця:        |       | -0,69 % |